# Fevzi Çakmak
Mustafa Fevzi Çakmak (cognom pronunciat com Txákmak), conegut també com a Kavaklı ("de Rumelikavağı" en turc), fou un general i polític turc, nascut al Rumelikavağı, un petit poble de pescadors a la vora del Bòsfor, durant els temps otomans. El seu pare era també militar que va arribar a coronel d'artilleria. Va estudiar a Harbiye i a l'acadèmia militar otomana des del 1895 i va arribar a capità el 1898, sent destinat a l'estat major de l'exèrcit.
El 1900 fou enviat a Rumèlia on va arribar a coronel, i després a comandant de divisió i cap de l'estat major d'un cos d'exèrcit. Va passar més tard, durant la guerra dels Balcans (1912-13), a l'estat major de l'exèrcit de Vàrdar. A la I Guerra Mundial va ascendir a general (1914) i va estar de servei als Dardanels, al Caucas i a Síria. El desembre de 1918 fou nomenat cap de l'estat major general a Istanbul i el febrer de 1920 ministre de guerra.
Va aprofitar el seu càrrec per enviar ajut als nacionalistes de Mustafa Kemal, al que es va unir l'abril junt amb Ismet Paixà (İsmet İnönü) i fou nomenat ministre de defensa (maig de 1920) i primer ministre del gabinet d'Ankara el gener del 1921, mentre a Istanbul era condemnat a mort. Va ser ascendit a general d'exèrcit després de la segona batalla d'Inönü el 2 d'abril de 1921 i sense deixar la direcció del govern va assolir les funcions de cap de l'estat major general, càrrec pel qual fou confirmat a l'Assemblea general del 12 de juliol de 1922; traspassà la direcció del govern a Rauf Orbay. L'octubre de 1922 va triomfar a la batalla de Sakarya i fou promogut a mariscal (muixir); es va retirar el 1944.
El 1946 va ser elegit com a independent a les llistes del Partit Demòcrata, i a l'agost següent es va presentar a la presidència per l'oposició, però només va obtenir 39 vots contra 388 per İsmet İnönü. El 1948 fou designat president d'honor del recentment format Millet Partisi (Partit de la Nació).
Va morir el 10 d'abril de 1950.